# Kepler-56
Kepler-56 è una stella nella costellazione del Cigno, leggermente più massiccia del Sole, attorno alla quale nel 2012 sono stati scoperti due pianeti extrasolari. Successive misure sulla velocità radiale della stella hanno rivelato la presenza di un terzo corpo nel sistema, con orbita più esterna rispetto ai due pianeti precedentemente confermati. La stella dista circa 2800 anni luce dal sistema solare.

## Sistema planetario

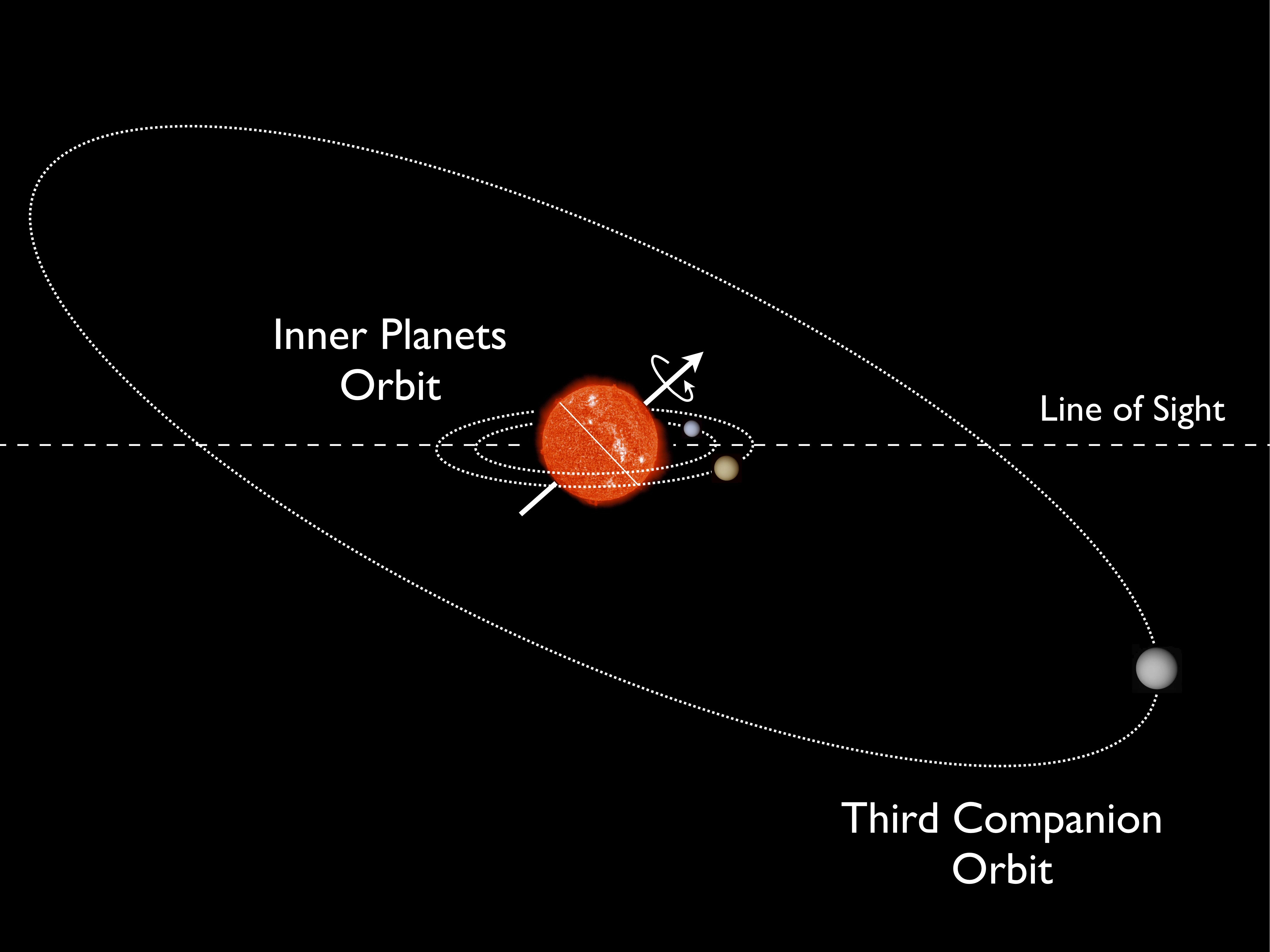
Il sistema di Kepler-56, che mostra le orbite dei 3 pianeti rispetto l'inclinazione assiale della stella.

Nel 2012 è stato scoperto intorno a Kepler-56 un sistema planetario tramite il metodo del transito. I due pianeti interni sono giganti gassosi che orbitano molto in prossimità della stella, a 0,1 e 0,16 UA di distanza, mentre il terzo pianeta, scoperto con il metodo della velocità radiale nel 2013, ha una massa tripla rispetto a quella di Giove e si trova più distante, a circa 2 UA dalla stella madre.
La peculiarità del sistema di Kepler-56 è che i due pianeti interni, che orbitano in prossimità della stella madre con periodi rispettivamente di 10,5 e 21,4 giorni, hanno un'insolita inclinazione orbitale, disallineata di ben 45° rispetto all'asse di rotazione della stella. Kepler-56 è in avanzata fase evolutiva, e si sta trasformando in una gigante rossa. Ulteriori studi sul sistema, illustrati al meeting della American Astronomical Society del 2014, suggeriscono che i due pianeti saranno fagocitati dalla stella madre in un periodo, rispettivamente, di 130 e di 155 milioni di anni, un lasso di tempo relativamente breve rispetto alla vita di stelle simili al Sole.

### Prospetto
Segue un prospetto con le caratteristiche del sistema planetario:
| Pianeta | Massa   | Raggio   | Periodo orb.  | Sem. maggiore | Eccentricità | Incl. orbita | Scoperta |
| ------- | ------- | -------- | ------------- | ------------- | ------------ | ------------ | -------- |
| b       | 0,07 MJ | 3,606 R⊕ | 10,503 giorni | 0,1028 UA     | —            | 79.640°      | 2012     |
| c       | 0,57 MJ | 7,845 R⊕ | 21,405 giorni | 0,1652 UA     | —            | 81.930°      | 2012     |
| d       | 3,3 MJ  | —        | 899 giorni    | 2 UA          | 0,4          | ~55°         | 2013     |